# Station Lowdham
Lowdham is een spoorwegstation van National Rail in Lowdham, Newark and Sherwood in Engeland. Het station is eigendom van Network Rail en wordt beheerd door East Midlands Railway. 

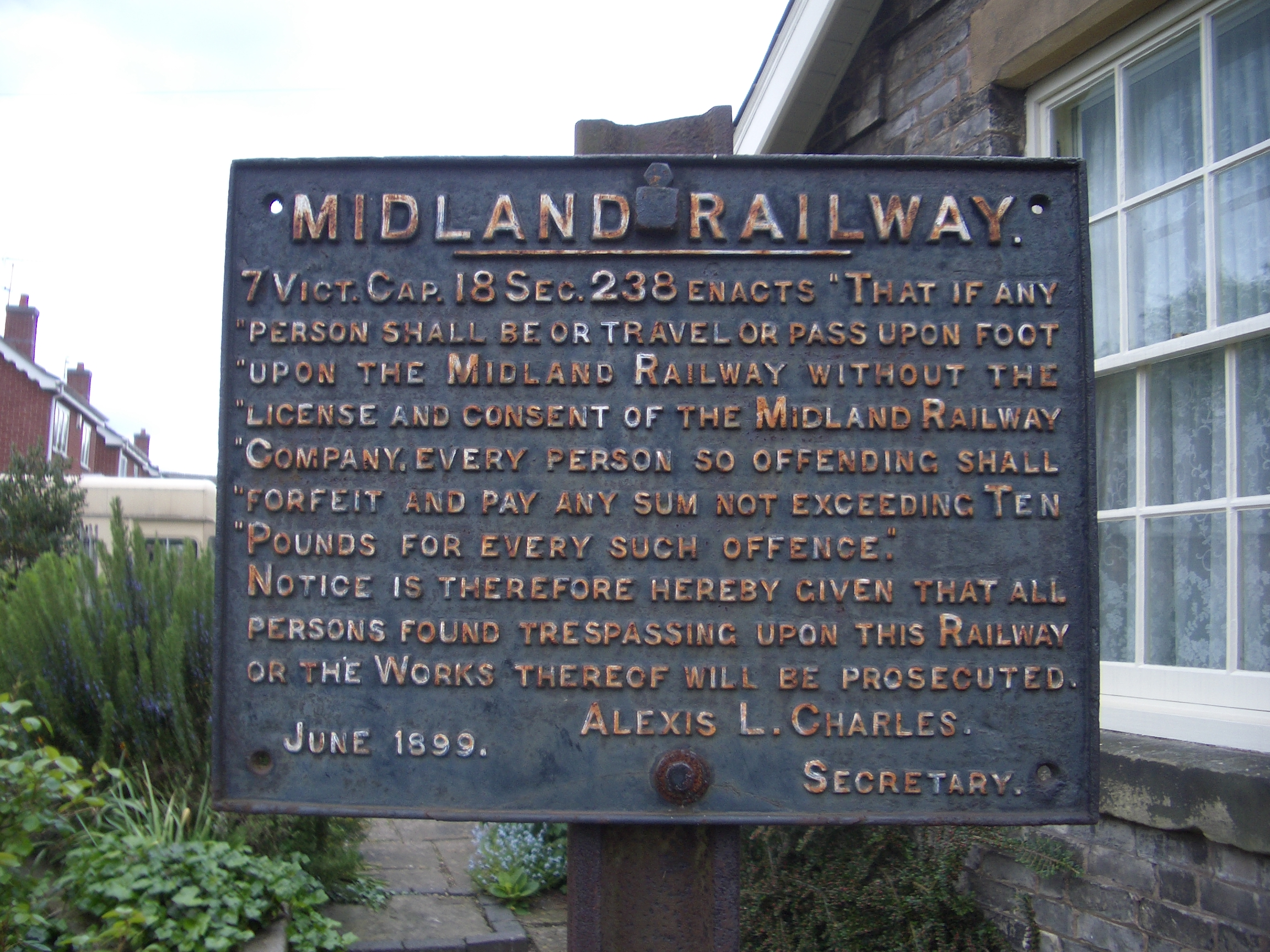
Verbod de rails te betreden, 1899